# Presence of Mind (album)
Presence of Mind è il primo album in studio del gruppo rock svedese Alyson Avenue, pubblicato nel 2000.

## Tracce
1. Free Like the Wind – 3:29
2. Every Now and Then – 3:51
3. Lost and Lonely – 4:23
4. Tell Me You Love Me (or Leave Me) – 5:41
5. One Desperate Heart – 3:36
6. Call Out My Name – 3:56
7. Walk Away – 3:21
8. It's in Your Eyes – 4:23
9. Without Your Love – 4:05
10. All This Time – 4:43
11. One Touch – 4:17

## Formazione
- Anette Olzon - voce
- Niclas Olsson - tastiere
- Jarmo Piiroinen - chitarre
- Thomas Löyskä - basso
- Roger Landin - batteria